# Antônio José da Veiga
Antônio José da Veiga (Vila Real, 1793 – Rio de Janeiro, 30 de junho de 1876) foi um político e jurisconsulto brasileiro nascido em Portugal, deputado geral e ministro do Supremo Tribunal de Justiça do Brasil. 

## Biografia
Nasceu na freguesia de Santa Eugénia, comarca de Vila Real, província de Trás-os-Montes, era filho de José Alves da Veiga e de Anna Maria Gomes.
Formado pela Universidade de Coimbra em 1820, Veiga atuou na Corte Suprema por vinte e nove anos. Tinha a idade de 56 anos quando de sua nomeação. Em março 1853 tirou uma licença nojo, por falecimento na família. Atuou como relator, no período de 1849 a 1855, em 107 processos. Foi nomeado em 21 de outubro de 1847, e exerceu a função até sua morte.
Atuou como juiz de fora e outras funções judicantes em Cuiabá e Mato Grosso, foi desembargador na Bahia e serviu na Relação em Pernambuco. Foi casado com Maria Tereza Alves, sem filhos. Era primo de José Antônio Gomes, pai do futuro Barão de Caetité.
Em 1844 foi condecorado com a Comenda da Ordem de Cristo e foi Deputado-geral por Mato Grosso (na legislatura de 1830 a 1833) e pelo Rio de Janeiro (de 1845 a 1847).